# Уайт-Маунтин-Пик
Уайт-Маунтин-Пик (англ. White Mountain Peak) — горная вершина в системе Белых гор.
Находится в Калифорнии, США. Высота горы 4342 метра над уровнем моря.
Калифорнийский университет имеет на склонах данной горы три высотные исследовательские станции: Крукед Крик на высоте 3100 м, Баркрофт (3800 м), и малую станцию на вершине.
Покорение пика не требует альпинистских навыков, но представляет серьёзную проблему для туристов из-за большой высоты.